# Entrerríos
Entrerríos – miasto w Kolumbii, w departamencie Antioquia.